# Cuadrifuerza
En la teoría de la relatividad, la cuadrifuerza es un cuadrivector que reemplaza la fuerza clásica. Como el espacio-tiempo tiene cuatro dimensiones, la cuadrifuerza tiene cuatro componentes, una componente temporal relacionada con la potencia y tres componentes espaciales.

## En la relatividad especial
La cuadrifuerza se define como la razón de cambio del cuadrimomento de una partícula con respecto a su tiempo propio:
{\displaystyle \mathbf {F} ={\mathrm {d} \mathbf {P}  \over \mathrm {d} \tau }\,}.
Para una partícula de masa invariante constante con {\displaystyle m>0}, {\displaystyle \mathbf {P} =m\mathbf {U} } donde {\displaystyle \mathbf {U} =\gamma (c,\mathbf {u} )} es la cuadrivelocidad, por lo que podemos relacionar la cuadrifuerza con la cuadriaceleración {\displaystyle \mathbf {A} } en la segunda ley de Newton:
{\displaystyle \mathbf {F} =m\mathbf {A} =\left(\gamma {\mathbf {f} \cdot \mathbf {u}  \over c},\gamma {\mathbf {f} }\right)\,}.
Aquí,
{\displaystyle {\mathbf {f} }={\mathrm {d}  \over \mathrm {d} t}\left(\gamma m{\mathbf {u} }\right)={\mathrm {d} \mathbf {p}  \over \mathrm {d} t}}
y
{\displaystyle {\mathbf {f} \cdot \mathbf {u} }={\mathrm {d}  \over \mathrm {d} t}\left(\gamma mc^{2}\right)={\mathrm {d} E \over \mathrm {d} t}\,},
donde {\displaystyle \mathbf {u} }, {\displaystyle \mathbf {p} } y {\displaystyle \mathbf {f} } son vectores tridimensionales que describen la velocidad, la cantidad de movimiento de la partícula y la fuerza actuando sobre ella, respectivamente.

## En la relatividad general
En la relatividad general, la relación entre la cuadrifuerza y la cuadriaceleración sigue siendo la misma, pero los elementos de las cuatro fuerzas están relacionados con los elementos del cuadrimomento a través de una derivada covariante con respecto al tiempo propio:
{\displaystyle F^{\lambda }:={\frac {DP^{\lambda }}{d\tau }}=(\nabla _{\mu }P^{\lambda })U^{\mu }={\frac {dP^{\lambda }}{d\tau }}+\Gamma ^{\lambda }{}_{\mu \nu }U^{\mu }P^{\nu }}
Además, podemos formular la fuerza usando el concepto de transformación de coordenadas entre diferentes sistemas de coordenadas. Supongamos que conocemos la expresión correcta para la fuerza en un sistema de coordenadas en el que la partícula está momentáneamente en reposo. Luego podemos realizar una transformación a otro sistema para obtener la expresión correspondiente de fuerza. En la relatividad especial la transformación será una transformación de Lorentz entre sistemas de coordenadas que se mueven con una velocidad constante relativa, mientras que en la relatividad general será una transformación de coordenadas generales.
Considérese la cuadrifuerza {\displaystyle F^{\mu }=(F^{0},\mathbf {F} )} que actúa sobre una partícula de masa {\displaystyle m} y que está momentáneamente en reposo en un sistema de coordenadas. La fuerza relativista {\displaystyle f^{\mu }} en otro sistema de coordenadas que se mueve con velocidad constante {\displaystyle v}, en relación con el otro, se obtiene usando una transformación de Lorentz:

{\displaystyle {\mathbf {f} }={\mathbf {F} }+(\gamma -1){\mathbf {v} }{{\mathbf {v} }\cdot {\mathbf {F} } \over v^{2}},}

donde {\displaystyle f^{0}=\gamma {\boldsymbol {\beta }}\cdot \mathbf {F} ={\boldsymbol {\beta }}\cdot \mathbf {f} .} y {\displaystyle {\boldsymbol {\beta }}=\mathbf {v} /c}.
En relatividad general, por tanto, la expresión de la fuerza acaba siendo:{{ecuación|{\displaystyle f^{\mu }=m{DU^{\mu } \over d\tau }} donde  {\displaystyle D/d\tau } proviene de la derivada covariante. En esas condiciones la ecuación del movimiento resulta ser:

{\displaystyle m{d^{2}x^{\mu } \over d\tau ^{2}}=f^{\mu }-m\Gamma _{\nu \lambda }^{\mu }{dx^{\nu } \over d\tau }{dx^{\lambda } \over d\tau },}

donde {\displaystyle \Gamma _{\nu \lambda }^{\mu }}  son los símbolos de Christoffel. Si no hay fuerza externa, esto se convierte en la ecuación para la geodésica en el espacio-tiempo curvo. El segundo término en la ecuación anterior, juega el papel de una fuerza gravitacional. Si {\displaystyle f_{f}^{\alpha }} es la expresión correcta para la fuerza en un marco que cae libremente {\displaystyle \xi ^{\alpha }}, podemos usar entonces el principio de equivalencia para escribir las cuatro fuerzas en una coordenada arbitraria  {\displaystyle x^{\mu }}:
{\displaystyle f^{\mu }={\partial x^{\mu } \over \partial \xi ^{\alpha }}f_{f}^{\alpha }.}

## Ejemplos
En relatividad especial, la cuadrifuerza de Lorentz (cuadrifuerza que actúa sobre partículas cargadas situadas dentro de un campo electromagnético) se pueden expresar como:
{\displaystyle F_{\mu }=qF_{\mu \nu }U^{\nu }},donde
{\displaystyle F_{\mu \nu }} es el tensor campo electromagnético, {\displaystyle U^{\nu }} es la cuadrivelocidad y {\displaystyle q} es la carga eléctrica.